# 十字路乡
十字路乡，是中华人民共和国河南省驻马店市平舆县下辖的一个乡镇级行政单位。

## 行政区划
十字路乡下辖以下地区：
十字路村、石磙庙村、前盛村、曹庄村、王关庙村、中马村、秦胜村和三麻村。